# Salvation (canção de Gabrielle Aplin)
"Salvation" é uma canção da cantora inglesa Gabrielle Aplin, contida em seu álbum de estreia English Rain e lançada como o quinto e último single do disco em 12 de janeiro de 2014. Seu desempenho comercial foi inferior aos singles anteriores do álbum, alcançando a posição de número 122 no Reino Unido.

## Créditos
Créditos de "Salvation" adaptados do encarte do álbum English Rain.
- Gabrielle Aplin – composição, vocal principal, piano
- Joel Pott – composição
- Mike Spencer – produção musical, vocal de apoio, teclado, percussão, programação
- Russell Fawcus – violino
- Liz Horsman – vocal de apoio, programação adicional
- David Guest – baixo
- Josh Deal – bateria
- Tom Crouch – guitarra

## Paradas musicais
| Parada musical (2014)          | Melhor posição |
| ------------------------------ | -------------- |
| Reino Unido (UK Singles Chart) | 122            |